# Cláudia Monteiro de Aguiar
Cláudia Sofia Gomes Monteiro de Aguiar (Funchal, Madeira, 8 de abril de 1982) é uma política portuguesa. Foi Secretária de Estado das Pescas do XXIV Governo Constitucional. É militante do Partido Social Democrata.

## Biografia
Licenciou-se em sociologia em 2005 pela Universidade do Minho e, em 2009, obteve uma pós-graduação em comunicação e marketing pelo Instituto Politécnico de Leiria. Antes de exercer cargos políticos, foi consultora de marketing do grupo hoteleiro Porto Bay Hotels & Resorts.

### Política
Foi eleita deputada à Assembleia da República em 2011 pelo círculo eleitoral da Madeira. Em 2014, foi eleita deputada ao Parlamento Europeu por Portugal, pelo que não completou os quatro anos de mandato na Assembleia da República. Foi reeleita eurodeputada em 2019.
Em abril de 2024, renunciou ao mandato de deputada ao Parlamento Europeu e foi nomeada Secretária de Estado das Pescas do XXIV Governo Constitucional.